# (353577) Gediminas
(353577) Gediminas est un astéroïde de la ceinture principale.

## Description
(353577) Gediminas est un astéroïde de la ceinture principale. Il fut découvert le 5 janvier 2008 à Baldone par Kazimieras Černis et Ilgmārs Eglītis. Il présente une orbite caractérisée par un demi-grand axe de 2,87 UA, une excentricité de 0,06 et une inclinaison de 1,1° par rapport à l'écliptique.

## Compléments